# Jane's US Navy Fighters 97
Jane's United States Navy Fighters '97 (USNF '97) é um jogo de simulação de voo de 1996 desenvolvido pela Electronic Arts.